# Victoria (Wirginia)
Victoria – miasto w Stanach Zjednoczonych, w stanie Wirginia, w hrabstwie Lunenburg.